# Jan Jongbloed
Jan Jongbloed (* 25. November 1940 in Amsterdam; † 30. August 2023) war ein niederländischer Fußballspieler. Er hält mit 717 Spielen den Rekord für die meisten Einsätze in der Eredivisie. 1964 wurde er mit dem Erstligaaufsteiger Amsterdamsche FC DWS Meister und 1965 Vizemeister der Niederlande. Mit der Nationalmannschaft wurde Jongbloed 1974 und 1978 Vizeweltmeister.

## Karriere

### Verein
Der Torhüter Jongbloed begann seine Karriere beim Amsterdamer Amateurverein VVA. In der höchsten Spielklasse spielte er für den Amsterdamer Verein Amsterdamsche FC DWS und dessen Nachfolgeklub FC Amsterdam, Roda aus Kerkrade und die Go Ahead Eagles aus Deventer. Mit D.W.S. stieg er 1962 aus der Eredivisie ab, jedoch gleich in der folgenden Saison wieder auf. Als bis 2012 einziges Team konnte D.W.S. mit Trainer Leslie Talbot als Aufsteiger in der folgenden Saison den Meistertitel gewinnen. Im Europapokal 1964/65 erreichte das Team um Jongbloed das Viertelfinale; ebenso konnte er mit dem FC Amsterdam im UEFA-Pokal 1974/75 ins Viertelfinale vordringen, in dem die Amsterdamer dem 1. FC Köln unterlagen. Im Jahr 1974 soll er ein lukratives Angebot von Ajax Amsterdam erhalten haben, welches er jedoch, laut Zeitungsberichten, abgelehnt haben soll, weil er Angst hatte nicht mehr so viel Zeit für das Angeln zu haben.
Während seiner Amsterdamer Zeit blieb Jongbloed Halbprofi und arbeitete nebenher in seinem Zigarrenladen; erst mit 36 Jahren nach dem Wechsel zu Roda JC konnte er seinen Lebensunterhalt komplett von einem Profigehalt bestreiten.
Eigentlich wollte er nach seiner Zeit in Kerkrade 1982 seine Karriere beenden, doch als Go-Ahead-Eagles-Trainer Henk Wullems ihn ein halbes Jahr später bat, für elf Spiele bei dem Klub aus Deventer einzuspringen, sagte er zu. Zwei volle Saisons absolvierte er anschließend noch bei den Go Ahead Eagles in der Eredivisie. Mit fast 45 Jahren erlitt er am 8. September 1985 nach dem Auswärtsspiel der Go Ahead Eagles beim HFC Haarlem einen Herzinfarkt, der seiner aktiven Laufbahn endgültig ein Ende setzte. Anschließend arbeitete er zunächst als Trainerassistent bei den Go Ahead Eagles und anschließend von 1988 bis 2010 als Assistenz- und Jugendtrainer sowie als Scout bei Vitesse Arnheim. Für kurze Zeit war er 1995/96 interim – gemeinsam mit Frans Thijssen – Chef der Eredivisiemannschaft. Nach seinem unfreiwilligen Abschied von Vitesse war er Berater und Leiter der Jugendabteilung des Amateurvereins Hellas Sport aus Zaandam.

### Nationalmannschaft
Sein Debüt im Tor der niederländischen Nationalmannschaft gab Jan Jongbloed schon mit 21 Jahren. Am 22. September 1962 wurde er bei einer 1:4-Niederlage in und gegen Dänemark kurz vor Schluss für Piet Lagarde vom Sportclub Enschede eingewechselt, musste jedoch in den fünf Minuten noch den vierten Treffer der Dänen hinnehmen. Erst fast zwölf Jahre später kehrte er in den Kasten der Niederländer zurück – im vorletzten Testspiel vor der Weltmeisterschaft 1974. Ab diesem Zeitpunkt lieferte er sich mit Piet Schrijvers von Ajax Amsterdam ein Duell um die Position des Torwarts Nummer eins. Trainer Rinus Michels setzte auf ihn während der Fußball-Weltmeisterschaft 1974 in Deutschland. Er stand bei allen Spielen der Niederlande 1974 im Tor und wurde Vize-Weltmeister. Dabei war er der einzige niederländische Torhüter, der aufgrund seiner spielerischen Qualitäten für ein WM-Endturnier ausgewählt wurde. Jongbloed war ein mitspielender Keeper, der bei einer drohenden Niederlage gerne auch mal mit nach vorne ging. Michels wollte in Deutschland lieber einen Torhüter, der auch mal als Libero funktionieren konnte – ganz im Sinne des „totalen Fußballs“ der Oranje-Elf.
Bei der Fußball-Weltmeisterschaft 1978 in Argentinien setzte auch Trainer Ernst Happel zunächst auf den erfahrenen Keeper; als der jedoch im letzten Gruppenspiel gegen Schottland bei der 2:3-Niederlage nicht besonders gut aussah, wurde er von Happel durch Piet Schrijvers ersetzt. Als sich Schrijvers im letzten Spiel der zweiten Finalrunde gegen Italien verletzte, kam Jongbloed wieder zum Zug und spielte gegen Argentinien das zweite WM-Finale seiner Karriere. Wieder wurde er, in seinem letzten Länderspiel, Vize-Weltmeister.
Für Verwunderung sorgte Jongbloed bisweilen mit seiner Rückennummer, der für einen Torwart eher ungewöhnlichen 8. Diese erhielt er, da die Rückennummern der niederländischen Nationalmannschaft in den 1970er Jahren alphabetisch vergeben wurden. Die einzige Ausnahme bildete hier der damalige Star des Teams, Johan Cruyff, der stets die Nummer 14 trug.

### Antisemitismus-Vorwurf
Jongbloed hat am 17. Januar 1965 beim Lokalderby zwischen Ajax Amsterdam und DWS den jüdischen Ajax-Spieler Bennie Muller mit den Worten „vuile rot-Jood“ („dreckiger, verrotteter Jude“) beleidigt. Der Vorfall erregte in den Niederlanden große Aufmerksamkeit, gegen Jongbloed wurde eine Sperre von mehreren Spielen verhängt.

## Erfolge

### Im Verein
- Niederländischer Meister: 1964

### Nationalmannschaft
- Vize-Weltmeister: 1974, 1978

## Nach der aktiven Karriere
Jongbloed war noch einige Jahre lang als Fußballexperte bei Radio Noord-Holland zu hören. Ein Buch über das Leben von Jongbloed, geschrieben von Yoeri van den Busken, wurde 2019 veröffentlicht: Aparteling (deutsch: Getrennt).

## Privates
Jongbloeds Sohn Eric Jongbloed wurde ebenfalls Torwart. Er spielte wie sein Vater beim AFC DWS, der jedoch mittlerweile im Amateurlager zu Hause war. Mit 21 Jahren starb Eric Jongbloed während eines Spiels, als am 23. September 1984 ein Gewitter aufgezogen war und ein Blitz den Torhüter traf. Außerdem hatte er eine Tochter.
Jan Jongbloed starb am 30. August 2023 im Alter von 82 Jahren.